# Fortepiano (dynamiek)
Fortepiano of sforzatopiano (ook wel aangeduid als subito fortepiano) is een Italiaanse muziekterm voor dynamieknotatie die aangeeft dat een gegeven toon krachtig en benadrukt dient te beginnen, maar zacht moet worden neergelegd. Het is dus een bruuske verandering van de dynamiek.
Fortepiano wordt aangegeven met fp in vette cursieve schreefletters onder de betreffende partij, en in partijen met twee notenbalken zoals voor piano, tussen de balken, tenzij beide balken verschillende dynamiek benodigen. De aanduiding sforzatopiano wordt aangegeven met sfp.